# BoerBurgerBeweging
BoerBurgerBeweging (forkortes: BBB) (dansk: BondeBorgerBevægelse) er et hollandsk politisk parti.

## Historie
BBB blev dannet i oktober 2019 af journalisten Caroline van der Plas. Partiet blev dannet som støtte til landmændene, som i efteråret 2019 i Holland begyndte med store protester imod den hollandske regerings plan om at forsøge at reducere landets udledning af nitrogen, ved at markant reducere mængden af husdyr i landbruget. Mange landmænd mente her at dette var uretfærdigt angreb på landbruget, og at regeringen brude angribe andre sektorer.
Ved partiets debutvalg i 2021 vandt partiet en enkel plads i underhuset.

## Ideologi
BBB's hovedideologi er deres støtte til agrarisme. Partiets fokus er på at give gode vilkår til landets landmænd. Partiet går dog også ind for mere decentralisering, og har forslået at lave et ministerium for landet, som skal fokus på landet og landbruget. Dette ministerium skal også ligge minimum 100 km væk fra Haag.

## Valgresultater
| Valg | Partileder            | Stemmer | %  | Pladser |
| ---- | --------------------- | ------- | -- | ------- |
| 2021 | Caroline van der Plas | 104.319 | 1% | 1 / 150 |